# André Nègre
André Paul Armand Nègre (* 16. Mai 1912 in Castelmoron-sur-Lot; † 27. Juli 1996) war ein französischer Diplomat.

## Leben
André Paul Armand Nègre trat in den auswärtigen Dienst und wurde nach 1945 in Shanghai, Kairo und Moskau beschäftigt.
Von 1952 bis 1955 war er Botschaftsrat in Damaskus.
1964 war er Botschaftsrat und Generalkonsul in Tanger.
Von 1967 bis 1970 war er Botschafter in Kabul.
Von 7. Januar 1971 bis 30. April 1975 war er außerordentlicher und bevollmächtigter Botschafter in Damaskus.

## Ehrungen
- 1958: Komtur mit Stern des Päpstlichen Ritterordens des heiligen Gregors des Großen[2]

| Vorgänger                 | Amt                                                                   | Nachfolger                |
| ------------------------- | --------------------------------------------------------------------- | ------------------------- |
| 1963–1967: Georges Cattan | Französischer Botschafter in Afghanistan 1967 bis 1970                | 1971–1975: Eugène Wernert |
| Henri-Francis Mazoyer     | Französischer Botschafter in Syrien 7. Januar 1971 bis 30. April 1975 | Fernand Rouillon          |